# Contigaspis kochiae
Contigaspis kochiae är en insektsart som beskrevs av Borchsenius 1949. Contigaspis kochiae ingår i släktet Contigaspis och familjen pansarsköldlöss.
Artens utbredningsområde är Armenien. Inga underarter finns listade i Catalogue of Life.